# Manchester University Press

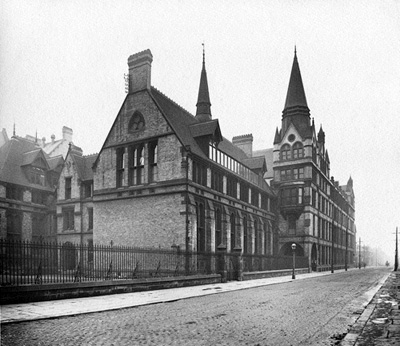
Old Medical School en Coupland Street (fotografiado en 1908) - uno de los edificios que han albergado a la MUP

La Manchester University Press (MUP) es la editorial universitaria de la Universidad de Mánchester, Inglaterra, dedicada a la publicación de libros y revistas académicas.

## Publicación
La Manchester University Press publica monografías y libros para la enseñanza académica universitaria. Produce alrededor de 140 libros nuevos al año, además, publica 6 revistas.
Los libros de la MUP son comercializados y distribuidos por Oxford University Press, en los Estados Unidos y Canadá, y en Australia por Footprint Books. Todos los demás territorios globales están cubiertos desde la propia Mánchester. Algunos de sus libros fueron publicados anteriormente en Estados Unidos por Barnes & Noble de Nueva York. Más tarde, la editora estableció una oficina en New Hampshire.

### Acceso abierto
La Manchester University Press ha participado activamente en publicaciones de acceso abierto durante varios años. Es una de las trece editoriales que participaron en el piloto Knowledge Unlatched, un enfoque de consorcio bibliotecario global para financiar libros de acceso abierto.

## Historia

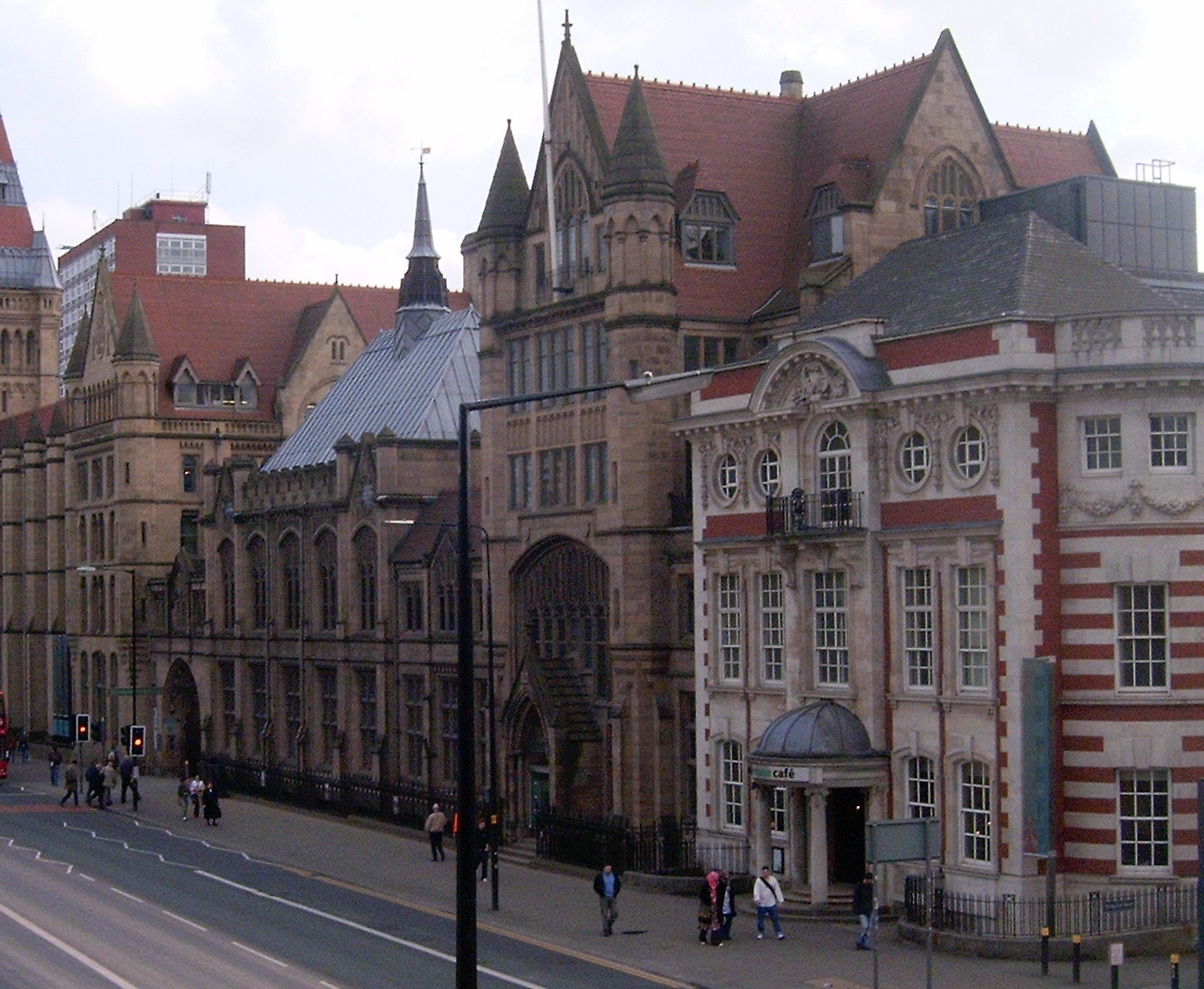
Museo de Mánchester (el edificio de estilo barroco en primer plano es el antiguo Hospital Dental)

La Manchester University Press fue fundada en 1904 por James Tait –como Comité de Publicaciones de la Universidad– inicialmente para publicar investigaciones académicas que se estaban llevando a cabo en la Universidad Victoria de Mánchester. La oficina estaba alojada en una casa en Lime Grove.
Las oficinas de la MUP estaban ubicadas, desde 1951, en Grove House, Oxford Road, luego el antiguo Hospital Dental Universitario de Mánchester y hasta la actualidad la Escuela de Medicina de Mánchester en Coupland Street.